# Sant Pere de Gessa
Sant Pere de Gessa és l'església parroquial de Gessa, del municipi de Naut Aran (Vall d'Aran), inclosa en l'Inventari del Patrimoni Arquitectònic de Catalunya.

## Descripció
Edifici d'estructura originàriament romànica però que actualment roman força emmascarada per construccions posteriors del segle xix.
D'aquesta primera època conserva l'estructura de nau única amb absis -tancat pel retaule de Sant Pere, realitzat el 1760-, en aquest cas, amb part inclosa a la sagristia. La nau té una volta de canó reforçada amb arcs torals que marquen els quatre trams de l'església. L'edifici està ampliat per la paret de migdia amb l'afegiment de dues capelles modernes que, per la seva ubicació, gairebé esdevenen en una nau paral·lela a la central.
Al mur de ponent hi ha, afegit, el campanar de torre, juntament amb el d'espadanya situat sobre el mur presbiteral. La torre-campanar és de planta independent de l'església i quadrada, sobresortint un poc respecte a l'església. S'hi accedeix per una petita porta que dona al cementiri. La coberta és de base poligonal i acaba amb un penell metàl·lic.
Púlpit realitzat en fusta policromada en blanc, verd, vermell i blau. A decoració està feta essencialment a base de motius florals de formes vàries, col·locats en plafons en relleu. Té un baldaquí hexagonal amb decoracions florals.
Peu d'altar format per dos blocs de pedra que sostenen la taula de l'altar lateral. Els blocs de pedra tenen forma lleugerament troncocònica, units per dues columnes cilíndriques de fust bastant curt.
Pica baptismal d'immersió treballada en un bloc de pedra granítica i de dimensions no gaire regulars. Presenta una forma gairebé quadrada i té una execució molt tosca. L'interior ha estat buidat fins a uns 44 cm delimitats per un gruix de parets entre 13 i 16 cm. Tret d'un encaix per a la tapa de fusta, només presenta un element decoratiu en forma de creu formada per quatre semiesferes.
Pica baptismal de datació incerta degut a la seva tipologia poc definida, que consta de pica i peu. Pel que fa a la pica, el contenidor fa un metre de diàmetre exterior i 76 cm de diàmetre interior; el vas és de forma troncocònica i la part inferior és voltejada per una franja en esbiaix. Les parets exteriors d'aquesta pica són totalment llises i només té com a element escultòric decoratiu dues creus de braços patents. Situada en un angle de la nau i sota el cor.
A l'interior es conserven: El Retaule de la Passió, als peus de la nau central, realitzat el 1638 per Joan Brun de Bolonia en oli sobre tela; la pintura mural del Déu Pare, situada a una capella de l'epístola i realitzada al segle XVII; la pintura del Crist a la Creu amb dos santes, realitzada en oli sobre tela, d'estil barroc del segle xviii i situada a una capella de l'epistola, i el retaule barroc d'un Sant bisbe, que podria ser Sant Bertrand de Cominges.

## Història
Segons un cens del Capítol de Sant Bertran de Comenge, en 1387, es menciona a Geysa, con un dels dos arxiprelats de la Vall d'Aran.